# Thamara Kinská
Thamara hraběnka Kinská z Wchynic a Tetova, rozená princezna Thamar Amilakvari (29. července 1935 Paříž – 17. dubna 2019 Paříž) byla francouzsko-gruzínská vědkyně, původem gruzínská princezna a manželka hraběte Radslava Kinského ze starého šlechtického rodu Kinských.

## Původ
Pocházela z gruzínské šlechtické rodiny. Jejím otcem byl kníže Dimitrij Amilakvari (31. 10. 1906 Gori – 24. 10. 1942 El Alamein) a matkou princezna Irena Dadiani (3. 11. 1904 Baku – 27. 12. 1944 Tours). Rodina emigrovala z Gruzie před Stalinovým terorem. Její otec byl členem Francouzské legie a padl v bitvě u El Alameinu v roce 1942.

## Profese a život
Během své vědecké kariéry se věnovala jaderné energii ve Francouzském Commissariat á l’énergie atomique a v Mezinárodní agentuře pro atomovou energii.
Po restitucích, kdy byl rodině Kinských vrácen majetek se s manželem zabydlela na zámku ve Žďáru nad Sázavou.

## Rodina
Dne 29. listopadu 1958 se v Paříži provdala za Radslava Kinského se kterým měla dva syny:
Konstantin Norbert (Constantin Norbert; * 12. 1. 1961 Vincennes)
- ∞ 31. 10. 1987 Marie de Crevoisier d'Hurbache (* 4. 9. 1963 Salon de Provence), jejich děti:
  - 1. Jan Václav (Jean Venceslas; * 22. 8. 1990 Sévres)
  - 2. Adrien (* 19. 6. 2002 Cormeilles-en-Parisis)

Karel Mikuláš (Charles Nikolas; * 20. 1. 1965 Vincennes)
- ∞ 12. 9. 1990; 28. 9. 1991 Fresnay, Calvados Marie le Henneur (* 5. 11. 1959 Alžír), jejich děti:
  - 1. Cyrille (* 28. 7. 1992 Massy)
  - 2. Pauline (* 23. 3. 1995 Verrieres-le-Buisson)
  - 3. Bruno